# Dmitrij Fomin
Dmitrij Aleksandrovič Fomin (in russo Дми́трий Алекса́ндрович Фоми́н?; Sebastopoli, 21 gennaio 1968) è un ex pallavolista, allenatore di pallavolo e dirigente sportivo sovietico e russo, di ruolo opposto.

## Carriera

### Giocatore
Appena diciottenne esordisce nella Lokomotyv Kiev, squadra della sua nazione, allora facente parte dell'Unione Sovietica. Dal 1989 al 1992 gioca nelle file della squadra dell'esercito, il CSKA Mosca, vincendo due campionati sovietici e una Supercoppa europea.
Arriva in Italia alla fine del 1992, ingaggiato dal Porto Ravenna, dove resterà per quattro anni, vincendo due Coppe dei Campioni e una Supercoppa europea. 
Dopo il fallimento del Gruppo Ferruzzi la squadra ravennate si indebolisce, con il risultato che, nel 1996, passa al Treviso, una tra le due squadre più forti del panorama pallavolistico italiano del tempo. A Treviso resta fino al 2002, vincendo 3 Campionati italiani, 1 Coppa Italia, 3 Supercoppe italiane, 2 Coppe dei Campioni, 1 Coppa CEV e una Supercoppa europea. 
Nel 2002 passa una stagione in Giappone, nelle file dei Toray Arrows. Gli ultimi anni della sua carriera li trascorre in Russia, alla Dinamo Kazan, con cui vince una Coppa di Russia.
A causa degli avvenimenti succeduti al collasso dell'Unione Sovietica la sua avventura in nazionale lo vede vestire maglie diverse: prima quella dell'URSS, con cui vince un Campionato europeo e una Coppa del Mondo, poi della CSI ed infine della Russia, nonostante le sue origini ucraine.
Si ritira nel 2006.

### Allenatore
Inizia allenando per una sola stagione la squadra femminile della Dinamo Mosca nel 2006. L'anno successivo passa alla squadra maschile del CSKA Mosca, dove allenerà per due stagioni, coprendo anche il ruolo di direttore generale del club. Dal 2009 allena per due stagioni il Kuzbass. Nel 2011 allena per una stagione Enisej-Dorožnik.

### Dirigente
Nel 2015 viene nominato direttore generale del Nižnij Novgorod e, in seguito al fallimento di quest'ultimo, del neonato club dell'ASK.

## Palmarès

### Club

#### Giocatore
- Campionato sovietico: 2

1990, 1991
- Campionato italiano: 3

1997-98, 1998-99, 2000-01
- Coppa di Russia: 1

2004
- Coppa Italia: 1

1999-00
- Supercoppa italiana: 3

1998, 2000, 2001
- Coppa dei Campioni: 4

1992-93, 1993-94, 1998-99, 1999-00
- Coppa CEV: 1

1997-98
- Supercoppa europea: 3

1991, 1993, 1999

### Premi individuali
- 1991 - Coppa del Mondo: Miglior Schiacciatore
- 1991 - Coppa del Mondo: MVP
- 1993 - World League: Miglior Servizio
- 1993 - World League: Miglior Schiacciatore
- 1995 - Gazzetta dello Sport: Trofeo Gazzetta MVP della Regular Season del campionato italiano
- 1995 - World League: Miglior realizzatore
- 1995 - World League: MVP
- 1996 - Gazzetta dello Sport: Trofeo Gazzetta MVP della Regular Season del campionato italiano
- 2005 - Superliga: MVP